# Monroe-elv

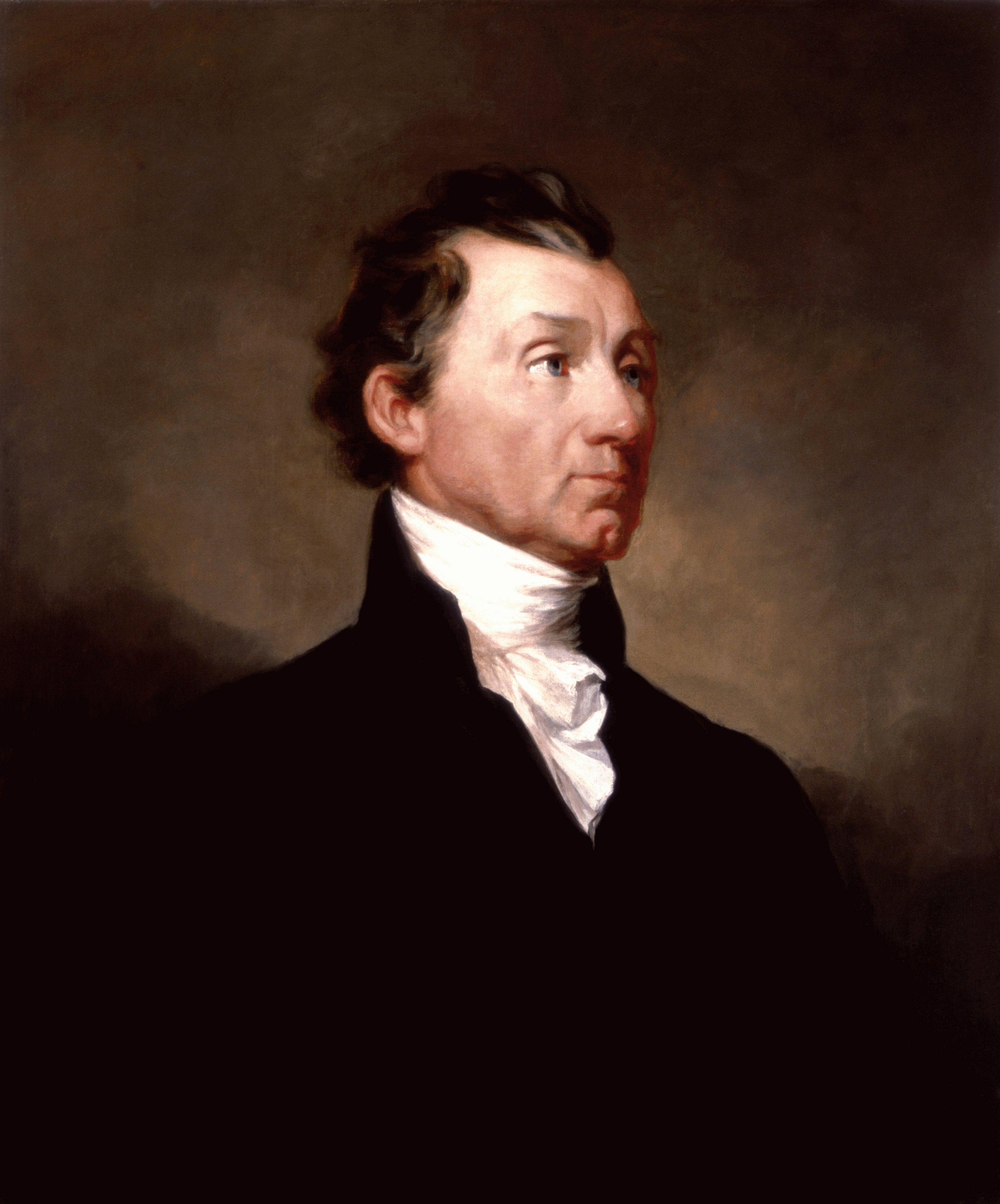
James Monroe

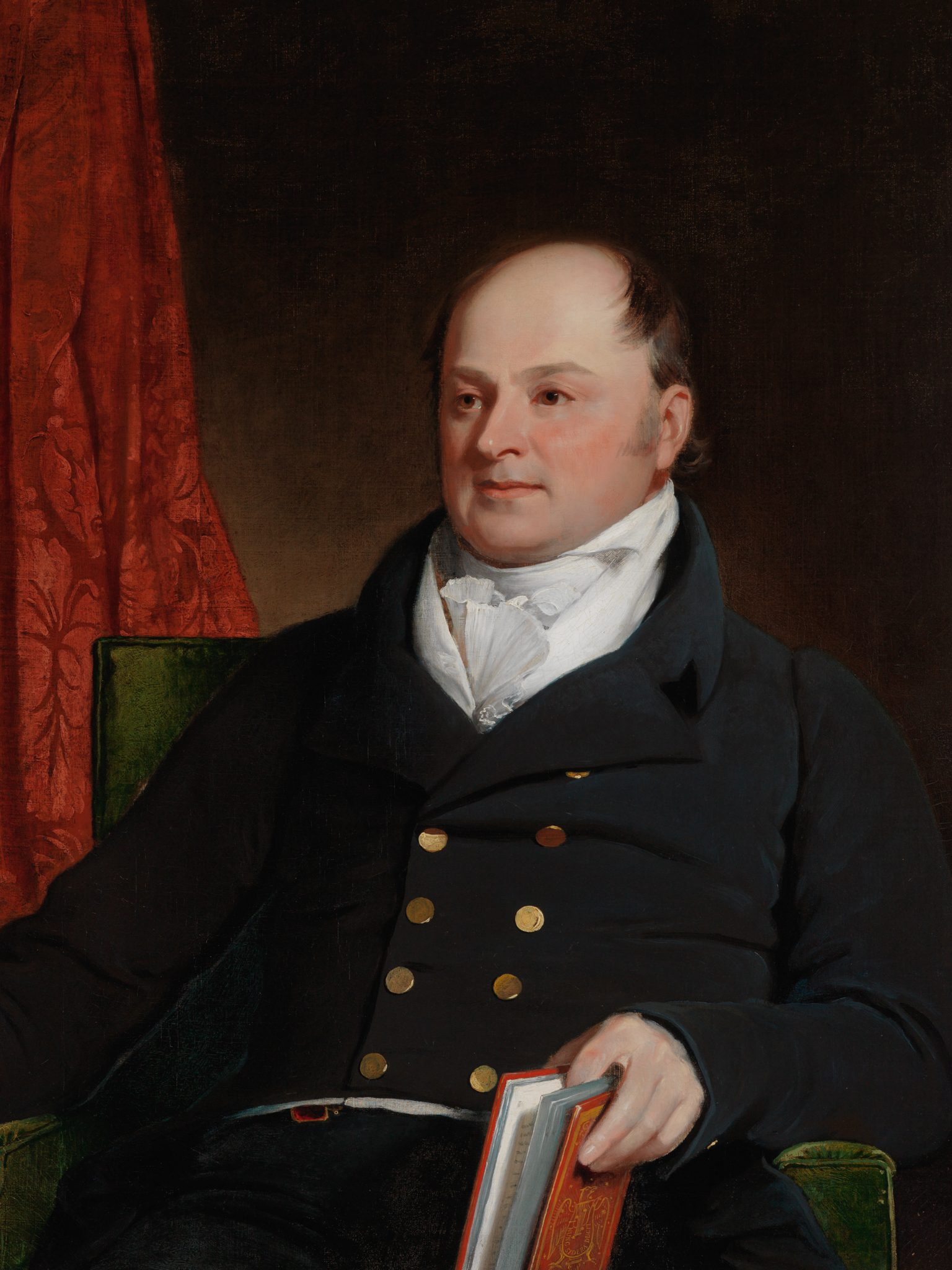
John Quincy Adams

A Monroe-elv vagy Monroe-doktrína az Amerikai Egyesült Államok külpolitikájának 1823-ban, az USA akkori elnöke, James Monroe által meghirdetett irányvonala, amely szembeszegül az európai hatalmak gyarmatosítási törekvéseivel az amerikai kettős kontinensen. A doktrína a későbbiekben az „Amerika az amerikaiaké” jelszó formájában vált közismertté. A dokumentumot tulajdonképpen John Quincy Adams akkori külügyminiszter dolgozta ki, aki később maga is elnök lett.
A Monroe-elv, mint az Egyesült Államok első külpolitikai doktrínája, hosszú távra az ország külpolitikájának meghatározó eleme lett, bár az idők folyamán sokat formálódott. Közvetetten érvényesült még a 20. század második felében, a hidegháború korának diplomáciájában is, amikor az Egyesült Államok nyíltan vagy leplezve, de a Monroe-elv szellemében, saját biztonságára hivatkozva avatkozott be nemcsak Latin-Amerikában, hanem a világ szinte bármely pontján.
A doktrína történelmi értékelése általában kettős: egyfelől, az Egyesült Államok saját függetlenségi harcának tradíciói nyomán, különösen a 19. században, az európai monarchiák hagyományos gyarmatosító tevékenységének határozott tagadása, ily módon az antikolonializmus megnyilvánulása. Másfelől viszont az USA tőkés osztálya ezt az elvet is felhasználta a latin-amerikai országok félgyarmati, illetve neokolonialista jellegű kizsákmányolásának biztosítására, az európai tőkés versenytársak kiszorítására erről a piacról.

## Előzményei
Az Amerikai Egyesült Államok 1776. július 4-én jött létre 13 korábbi angol gyarmatból, amelyek kikiáltották függetlenségüket és szövetségi köztársaságot hoztak létre. Az ország a nagy véráldozatokkal megvívott függetlenségi harc és az 1812-es brit-amerikai háború nyomán erős küldetéstudattal rendelkezett, feladataként deklarálta a civilizáció terjesztését, és a (főleg európai) monarchiák ellenfelének tekintette magát. Ez azonban már nem sokkal a megalakulása után is csak szavakban volt fontos. Valódi céljai már akkor és a későbbiekben is olyan gazdasági és társadalmi struktúrák létrehozása volt a világban, melyek saját politikai és gazdasági érdekeinek kedveznek.
A doktrína megszületése szorosan kapcsolódik a 19. század elejének európai politikai helyzetéhez. Napóleon bukása után a vezető nagyhatalmak uralkodói létrehozták a Szent Szövetséget, amely a békét és a hatalmi status quót kívánta fenntartani Európában. A napóleoni háborúk következtében meggyengült Spanyolország és Portugália latin-amerikai gyarmatai 1817-ben lendületes felszabadító harcokat kezdtek, amelyek egyre nagyobb sikereket értek el. A Szent Szövetség 1822-ben Veronában tartott kongresszusán tárgyalásokat folytatott arról, hogy szövetség a spanyol uralkodó hatalmának fenntartása érdekében beavatkozik a dél-amerikai harcokba. Monroe nyilatkozatának közvetlen célja a latin-amerikai függetlenségi harcokba történő európai beavatkozás megakadályozása volt.
Az európai nagyhatalmak erősen megosztottak voltak. A cári Oroszország továbbra is spanyol uralmat akart Latin-Amerikában, a franciák Bourbon-uralkodók vezette monarchiákat szerettek volna. I. Sándor orosz cár 1821 őszén rendeletben tiltotta ki a külföldieket az orosz gyarmati uralom alatt álló Alaszka környékéről a kereskedelemből, halászatból és a hajózásból, a Bering-szorostól dél felé az 51. szélességi fokig, a tengerparttól száz mérföldön belül. A cári ukáz az orosz terjeszkedési szándékokat jelezte. Nagy-Britannia ellenezte mind az orosz, mind a francia és spanyol terveket, és ezek ellenében hajlandónak mutatkozott szövetségre lépni volt gyarmatával, az Egyesült Államokkal. Az amerikai vezetők azonban el kívánták kerülni, hogy újra függő viszonyba kerüljenek Nagy-Britanniától.

## A doktrína meghirdetése
James Monroe elnök a később Monroe-elvként elhíresült doktrínát 1823. december 2-án tette közzé a Kongresszushoz intézett üzenetében: 

„Az európai hatalmak háborúiban, melyek az ő belső ügyeik voltak, sohasem vettünk részt, sem azok politikánkat közelebbről nem érintik. Csak akkor utasítjuk vissza a sérelmeket vagy készülünk védelemre, ha jogainkat megtámadják vagy komolyan fenyegetik. Féltekénk mozgalmaiban már ilyen okoknál fogva is közvetlenebbül vagyunk érdekelve, melyek minden felvilágosodott és részrehajlatlan szemlélőnek szemébe tűnnek. A szövetséges hatalmak politikai rendszere lényegesen különbözik az amerikaitól. E különbség a kormányok különbözéséből veszi eredetét, és a miénk védelmén, melyet oly sok vér és kincs elvesztése árán és felvilágosodott polgárainak bölcsességével alkottunk meg, és mely alatt példátlan boldogságot élveztünk, odaadóan csügg az egész nemzet. Mi tehát az Egyesült Államok és azon hatalmak közt fennálló baráti viszonyt illetőleg kijelentjük, hogy békénkre és biztonságunkra veszedelmesnek tartunk minden kísérletet az ő részükről rendszereiknek e félgömb bármely részére való kiterjesztése iránt.”

A beszéd legfontosabb megállapítása a következő volt:

„Tartozunk annyival […] az Egyesült Államok és ezen hatalmak [ti. az európai nagyhatalmak] között fennálló szívélyes viszony miatt, hogy kinyilvánítsuk: a rendszerük kiterjesztésére irányuló bármilyen kísérlet a nyugati félgömbön veszélyt jelent békénkre és biztonságunkra nézve. Az európai hatalmak már létező gyarmatainak ügyeibe eddig sem avatkoztunk bele, és ezután sem szándékozunk.”

– Monroe elnök 1823. december 2-i kongresszusi üzenetéből

## Története

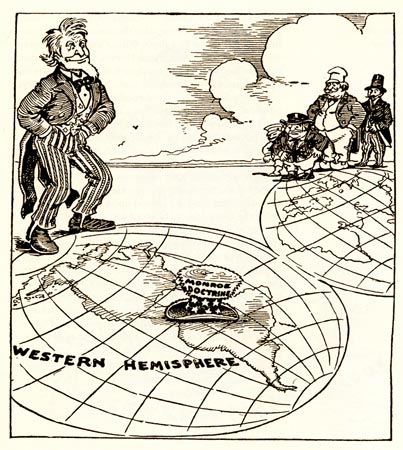
1912-es karikatúra a Monroe-elvről

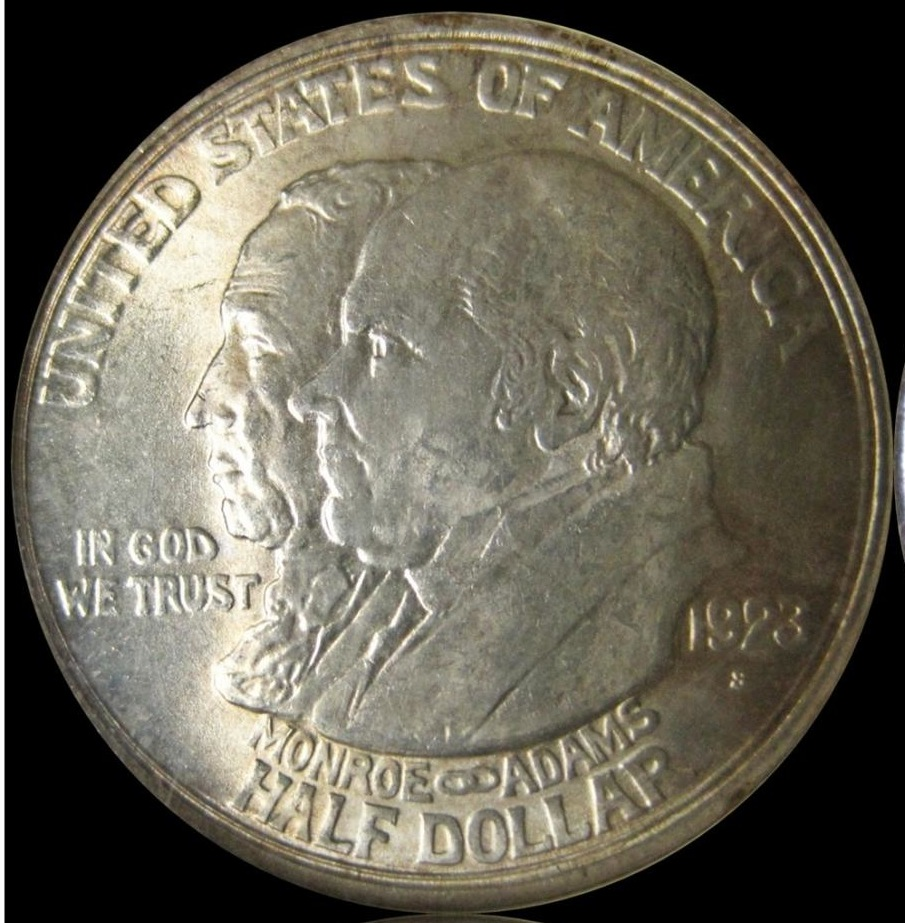
Centenáriumi féldolláros, előoldal

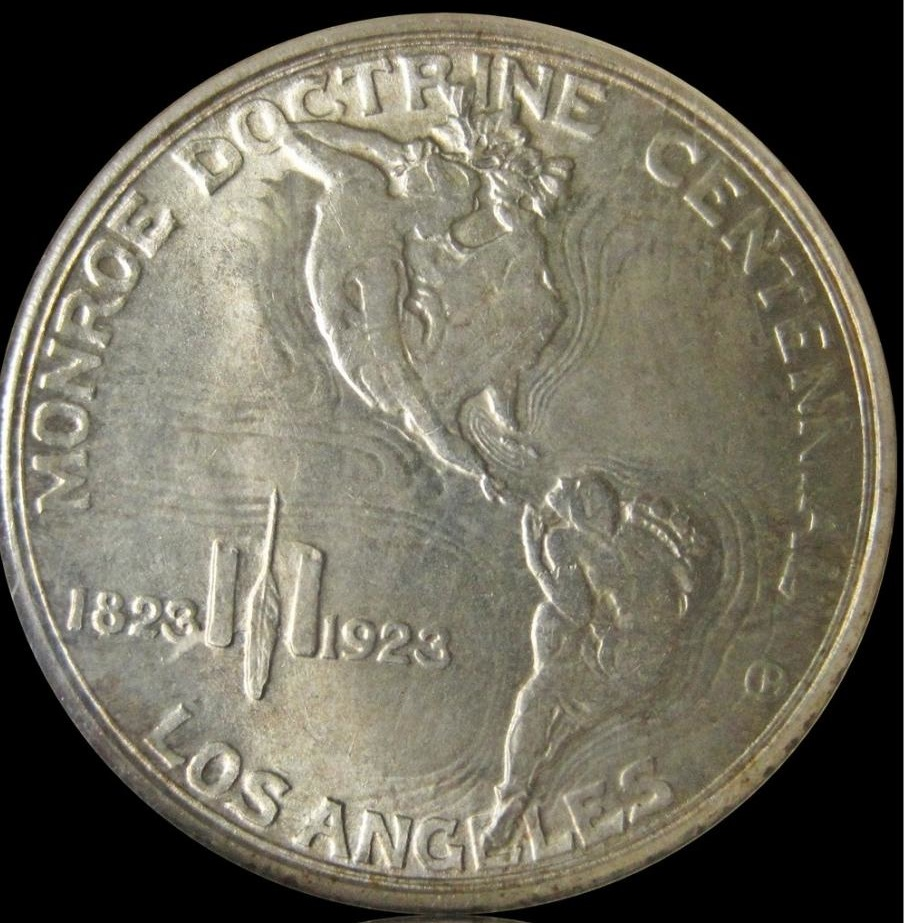
Centenáriumi féldolláros, hátoldal

A Monroe-elv meghirdetése hozzájárult ahhoz, hogy a Szent Szövetség amúgy is problematikus latin-amerikai intervenciója a spanyol uralom fenntartása érdekében lekerült a napirendről. További élénkebb reakciókat azonban nem váltott ki a világ akkori vezető nagyhatalmai részéről, mivel hozzájuk képest a fiatal Egyesült Államok nem rendelkezett komolyabb erőforrásokkal, sem a tengereken, sem szárazföldön nem rendelkezett elegendő haderővel ahhoz, hogy érdekeit hathatósan érvényesítse. Ezekben az években azonban Nagy-Britannia és nem is olyan régi gyarmata, az Egyesült Államok között jelentős érdekazonosság állott fenn a nemzetközi politika fő területein. A brit flotta pedig ekkoriban vitathatatlanul a tengerek ura volt, így a szigetország hathatós segítséget nyújtott Washingtonnak a doktrína érvényesítésében. Az Egyesült Államok külpolitikája számára pedig ez a kongresszusi üzenet irányadó volt nem csak a következő évtizedekben, hanem még a 20. században is.
Az USA eleinte nem hivatkozott az elvre, például akkor sem tiltakozott, amikor a britek 1833-ban elfoglalták a Falkland-szigeteket. Először 1845-ben James Knox Polk elnök figyelmeztette Nagy-Britanniát és Spanyolországot, hogy ne létesítsenek támaszpontokat Oregonban, Kaliforniában és a Yucatán-félszigeten. 1867-ben az USA katonai nyomást gyakorolt a mexikói határon, hogy a franciákat az általuk létrehozott mexikói bábcsászárság megszüntetésére kényszerítse. III. Napóleon francia császár végül lemondott szándékáról, de ez ekkor még inkább az európai fejleményeknek volt köszönhető, és nem az amerikai tiltakozásnak. Azonban Seward amerikai külügyminiszter szerint a Monroe-doktrínát mégis I. Miksa mexikói császársága tette valóságossá.
A Monroe-elv egyik jellegzetes gyakorlati alkalmazása a Spanyolország elleni kubai függetlenségi háborúba történt amerikai beavatkozás, a spanyol–amerikai háború volt a 19. század végén. Az Egyesült Államok a saját megszületésétől fogva úgy tekintett Kubára, mint természetes terjeszkedési területére. Az ott kirobbant spanyolellenes függetlenségi harc jó alkalmat teremtett a régi tervek megvalósítására. A spanyol-amerikai háború során az Egyesült Államok, nagy mértékben a helyi felkelőkre támaszkodva, könnyen legyőzte a gyarmattartó Spanyolországot, de annak volt gyarmatai, Kuba, a Fülöp-szigetek, Guam és Puerto Rico teljes amerikai befolyás alá, gyarmati vagy félgyarmati státusba kerültek.
Theodore Roosevelt elnök a 20. század elején új értelmet adott a Monroe-doktrínának:

„Egész szívemből és lelkemből hiszek a Monroe-elvben. Van egy régi mondásunk: „Beszélj csendesen, de legyen nálad egy nagy bot, és messzire jutsz”. Ha az Egyesült Államok csendesen beszél, de ugyanakkor kiépíti és a legtökéletesebb kiképzésben részesíti a haditengerészetét, akkor a Monroe-elv messzire jut.”

– Theodore Roosevelt nyilatkozata, 1903. április 2.

Theodore Roosevelt ezen szavait később „furkósbot politikának” nevezte el a sajtó. (angolul a mondás a következő: „Speak softly and carry a big stick, you will go far”, a politika elnevezése ebből big stick policy, big stick ideology vagy big stick diplomacy.)

## Értékelése
A Monroe-doktrínát időnként a be nem avatkozási, avagy az izolacionista politika példájának tekintik. Ezek között kétségtelen az összefüggés, azonban Monroe elnök nyilatkozata nem az Egyesült Államoknak a saját területére történő bezárkózására irányult, hanem bejelentette igényét az egész nyugati félteke, szorosabban véve az amerikai kettős kontinens feletti befolyásra. Mivel Amerikának ebben az időben még távolról sem volt elég ereje, gazdasági lehetősége a globális érdekérvényesítésre, az a tény, hogy megelégedett a nyugati félteke feletti hatalmi törekvésekkel, semmiképp sem tekinthető visszafogottságnak.